# Bataille de Bramall Lane
La bataille de Bramall Lane (Battle of Bramall Lane en anglais) est un match de football disputé le 16 mars 2002 au stade de Bramall Lane, à Sheffield. Cette rencontre du championnat d'Angleterre de deuxième division oppose les clubs de Sheffield United, qui joue à domicile, et West Bromwich Albion.
Le match est marqué par de nombreux actes de violence entre joueurs. Trois joueurs de Sheffield sont exclus et deux quittent le terrain sur blessure sans pouvoir être remplacés, ce qui entraîne l'abandon du match à une dizaine de minutes du coup de sifflet final, alors que le score est de 3 buts à 0 en faveur de West Bromwich Albion. Ce score est entériné par l'English Football League, tandis que la Fédération anglaise de football inflige des sanctions à Sheffield United, son entraîneur Neil Warnock et plusieurs joueurs du club.

## Contexte
Le match entre Sheffield United et West Bromwich Albion s'inscrit dans le cadre de la 39e journée du championnat d'Angleterre de football de deuxième division 2001-2002. Cette compétition oppose 24 équipes qui s'affrontent les unes les autres à deux reprises. À la fin de la saison, les trois dernières du classement sont reléguées en troisième division, tandis que les deux premières sont automatiquement promues en première division et celles classées de la 3e à la 6e place disputent des barrages pour la troisième promotion.
Avant le match, Sheffield United occupe la 15e place du classement. Le club n'est pas menacé de relégation, mais se trouve loin des premières places. De leur côté, les Baggies (surnom donné aux joueurs de West Bromwich Albion) sont troisièmes, à 11 points de la 2e place qui est occupée par leurs grands rivaux des Wolverhampton Wanderers.
Le 10 mars 2001, Sheffield United dispute une rencontre de championnat contre Nottingham Forest. Le milieu franco-capverdien Georges Santos, qui joue pour Sheffield, doit être remplacé vers le début du match à cause d'un traumatisme crânien. Son entraîneur, Neil Warnock, déclare après le match que l'arbitre aurait dû sanctionner Andy Johnson (en), le joueur de Nottingham Forest responsable de la blessure de Santos. Ce dernier souffre d'une double fracture crânienne qui requiert cinq heures et demi d'opération et envisage de porter l'affaire devant la justice. Johnson affirme que c'est Santos qui est fautif dans le choc qui a causé sa blessure, mais Warnock l'accuse de mentir. Le joueur est transféré de Nottingham Forest à West Bromwich Albion plus tard la même année.

## La rencontre
À la neuvième minute de jeu, l'arbitre Eddie Wolstenholme (en) exclut le gardien de Sheffield United Simon Tracey (en), qui a privé West Bromwich Albion d'une occasion de marquer en attrapant le ballon avec les mains en-dehors de la surface de réparation. L'entraîneur de Sheffield United, Neil Warnock, doit procéder à un remplacement : il fait sortir l'attaquant Peter Ndlovu pour que le gardien remplaçant Wilko de Vogt (en) puisse prendre la place de Tracey dans les cages,. Le défenseur de West Bromwich Lárus Sigurðsson (en) reçoit un carton jaune peu après. Son équipe ouvre le score à la 18e minute, lorsque Scott Dobie marque de la tête sur un centre d'Andy Johnson. Malgré leur supériorité numérique, les Baggies ne parviennent à doubler le score qu'à la 62e minute, lorsque leur capitaine Derek McInnes reprend le ballon à la volée depuis l'extérieur de la surface et l'envoie hors de portée de DeVogt,. Warnock effectue les deux derniers changements dont il dispose pour donner une coloration plus offensive à son équipe : Gus Uhlenbeek (en) et Michael Tonge sont remplacés par Georges Santos et Patrick Suffo.
Dans la minute qui suit son entrée sur le terrain, Santos reçoit un carton rouge pour un tacle haut sur Johnson, ses crampons s'enfonçant dans la jambe de son adversaire jusqu'au tibia. La rencontre dégénère alors en pugilat général. Suffo est à son tour exclu pour avoir donné un coup de tête à McInnes sous les yeux de l'arbitre. Le choc est si violent qu'il fait saigner le capitaine d'Albion. Le défenseur de West Bromwich Albion Darren Moore (en) est tellement furieux que son adversaire Laurent D'Jaffo doit le retenir de force. À la suite de ces deux cartons rouges, les joueurs de Sheffield United ne sont plus que huit sur le terrain, mais ils continuent à commettre des fautes graves : le capitaine Keith Curle semble donner un coup de poing à McInnes et Michael Brown lui marche dessus pour interrompre une attaque. Après coup, l'arbitre admet ne pas leur avoir donné de carton rouge afin que le match puisse se dérouler jusqu'à son terme.
West Bromwich Albion inscrit un troisième but à la 77e minute : la défense de Sheffield United ne parvient pas à dégager le ballon après un corner et Dobie marque à bout portant. Deux minutes plus tard, Brown est obligé de sortir du terrain à cause d'une douleur à l'aine. Robert Ullathorne (en) doit à son tour quitter le jeu à la 82e minute en raison de spasmes musculaires. Il ne reste plus que six joueurs de Sheffield United sur le terrain et l'arbitre interrompt la rencontre sur le score de 3 à 0 en faveur de West Bromwich Albion, en accord avec la loi 3 de l'IFAB selon laquelle un match ne peut pas se poursuivre si une équipe a moins de sept joueurs,. C'est la première fois dans l'histoire du football anglais que ce cas de figure se produit.
| Titulaires :  |                        |  |
|               |                        |  |
| 1             | Simon Tracey           |  |
| 24            | Gus Uhlenbeek 64e      |  |
| 32            | Rob Page               |  |
| 6             | Keith Curle            |  |
| 23            | Robert Ullathorne      |  |
| 17            | Phil Jagielka          |  |
| 26            | Michael Tonge 64e      |  |
| 7             | Michael Brown          |  |
| 12            | Laurent D'Jaffo        |  |
| 16            | Peter Ndlovu 9e        |  |
| 8             | Paul Peschisolido      |  |
|               |                        |  |
| Remplaçants : |                        |  |
| 13            | Wilko de Vogt 9e       |  |
| 20            | Jean-Philippe Javary   |  |
| 14            | Georges Santos 64e 65e |  |
| 22            | Nick Montgomery        |  |
| 19            | Patrick Suffo 64e 65e  |  |
|               |                        |  |
| Entraîneur :  |                        |  |
| Neil Warnock  |                        |  |

| Titulaires :  |                      |  |
|               |                      |  |
| 1             | Russell Hoult        |  |
| 23            | Adam Chambers 56e    |  |
| 17            | Lárus Sigurðsson 68e |  |
| 6             | Phil Gilchrist       |  |
| 15            | Darren Moore         |  |
| 3             | Neil Clement         |  |
| 16            | Igor Bališ           |  |
| 10            | Andy Johnson 71e     |  |
| 4             | Derek McInnes        |  |
| 18            | Scott Dobie          |  |
| 14            | Danny Dichio         |  |
|               |                      |  |
| Remplaçants : |                      |  |
| 30            | Chris Adamson        |  |
| 5             | Tony Butler 68e      |  |
| 20            | Jordão 71e           |  |
| 7             | Ruel Fox             |  |
| 9             | Bob Taylor 56e       |  |
|               |                      |  |
| Entraîneur :  |                      |  |
| Gary Megson   |                      |  |

| Titulaires :  |                        |  |
|               |                        |  |
| 1             | Simon Tracey           |  |
| 24            | Gus Uhlenbeek 64e      |  |
| 32            | Rob Page               |  |
| 6             | Keith Curle            |  |
| 23            | Robert Ullathorne      |  |
| 17            | Phil Jagielka          |  |
| 26            | Michael Tonge 64e      |  |
| 7             | Michael Brown          |  |
| 12            | Laurent D'Jaffo        |  |
| 16            | Peter Ndlovu 9e        |  |
| 8             | Paul Peschisolido      |  |
|               |                        |  |
| Remplaçants : |                        |  |
| 13            | Wilko de Vogt 9e       |  |
| 20            | Jean-Philippe Javary   |  |
| 14            | Georges Santos 64e 65e |  |
| 22            | Nick Montgomery        |  |
| 19            | Patrick Suffo 64e 65e  |  |
|               |                        |  |
| Entraîneur :  |                        |  |
| Neil Warnock  |                        |  |

| Titulaires :  |                      |  |
|               |                      |  |
| 1             | Russell Hoult        |  |
| 23            | Adam Chambers 56e    |  |
| 17            | Lárus Sigurðsson 68e |  |
| 6             | Phil Gilchrist       |  |
| 15            | Darren Moore         |  |
| 3             | Neil Clement         |  |
| 16            | Igor Bališ           |  |
| 10            | Andy Johnson 71e     |  |
| 4             | Derek McInnes        |  |
| 18            | Scott Dobie          |  |
| 14            | Danny Dichio         |  |
|               |                      |  |
| Remplaçants : |                      |  |
| 30            | Chris Adamson        |  |
| 5             | Tony Butler 68e      |  |
| 20            | Jordão 71e           |  |
| 7             | Ruel Fox             |  |
| 9             | Bob Taylor 56e       |  |
|               |                      |  |
| Entraîneur :  |                      |  |
| Gary Megson   |                      |  |

## Suites
Après la rencontre, l'entraîneur de West Bromwich Albion Gary Megson déclare :

« Ce match ne sera pas rejoué. Si nous devons revenir à Bramall Lane, nous donnerons le coup d'envoi et nous quitterons le terrain. J'ai débuté dans le football professionnel à 16 ans, j'en ai 42 maintenant et je n'ai jamais rien vu d'aussi honteux. Un tel spectacle n'a rien à faire dans un match de football et encore moins de football professionnel. »

Dans un communiqué, John Nagle, le porte-parole de la Football League, rappelle que la décision de faire rejouer ou non le match revient à la ligue et annonce qu'une réunion aura lieu pour en débattre. De son côté, Neil Warnock s'accorde à dire que le spectacle offert par les deux équipes était indigne d'un match de football professionnel, mais il ajoute en plaisantant que s'il avait pu prévoir que le match serait arrêté, il aurait fait amener une chaise pliante sur le terrain pour qu'un de ses joueurs blessés puisse y rester. L'arbitre Eddie Wolstenholme estime quant à lui que les trois cartons rouges étaient parfaitement justifiés et qu'il a immédiatement compris qu'il devrait faire arrêter le match quand Ullathorne est sorti sur blessure.

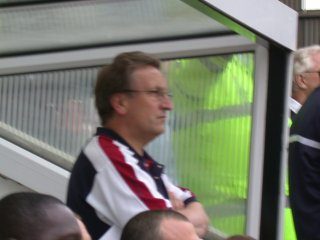
L'entraîneur de Sheffield United Neil Warnock.

Megson accuse Warnock d'avoir triché en incitant ses joueurs à sortir du terrain par tous les moyens. Warnock juge ces accusations « honteuses » et traite Megson d'hypocrite, allant jusqu'à comparer sa situation à celle d'Oussama ben Laden. Le rapport de Wolstenholme ne mentionne pas Warnock, le quatrième arbitre n'ayant rapporté aucun propos problématique de l'entraîneur de Sheffield United. Santos et Suffo ne rejouent jamais avec Sheffield United. Les blessures de Brown et Ullathorne ne sont pas feintes : les deux joueurs doivent rester à l'écart des terrains un certain temps après le match. Johnson, qui manque lui aussi plusieurs matches à cause de sa blessure, accuse Santos d'avoir délibérément cherché à le blesser, voire à mettre un terme à sa carrière,. Suffo quitte Sheffield United moins de deux mois plus tard pour rejoindre le club espagnol de Numancia, tandis que Santos est libéré de son contrat à la fin de la saison. Il signe avec Grimsby Town après une période d'essai,
La fédération confirme à l'unanimité la victoire 3-0 de West Bromwich Albion,. La Fédération anglaise de football inflige une amende de 10 000 £ à Sheffield United et plusieurs joueurs reçoivent des suspensions : six matches pour Santos et Suffo, deux pour Curle. Suffo reçoit également une amende de 3 000 £ et Curle de 500 £. Warnock est quant à lui reconnu coupable de « comportement inadéquat vis-à-vis du quatrième arbitre » et doit payer 300 £,. Néanmoins, la fédération reconnaît que rien ne prouve que l'entraîneur de Sheffield United ou ses joueurs aient cherché à obtenir l'annulation du match. Le directeur général de West Bromwich Albion John Wile (en) exprime sa satisfaction à l'annonce du verdict, tout en soulignant que cet événement n'a pas engendré de rancœur entre les deux clubs,. Quelques jours plus tard, après une victoire de Sheffield United contre Millwall, Warnock exprime son mécontentement vis-à-vis de la manière dont les médias l'ont dépeint, affirmant que sa famille et lui ont vécu un véritable cauchemar.

## Postérité
Au terme de la saison, Sheffield se classe 13e et West Bromwich Albion 2e. Les Baggies jouent donc en première division pendant la saison 2002-2003, mais ils retombent en deuxième division dès la saison suivante, où ils retrouvent Sheffield United. La première rencontre entre les deux équipes depuis la bataille de Bramall Lane prend place le 14 octobre 2003 aux Hawthorns, le stade de West Bromwich Albion. Sheffield United remporte ce match 2-0, une victoire qui lui permet de détrôner ses adversaires du jour pour prendre la tête du classement. Les supporters de West Bromwich Albion réservent un accueil particulièrement hostile à Neil Warnock, qui refuse de serrer la main de Gary Megson, mais plaisante après coup en déclarant avoir amené un casque de protection au cas où. Les Baggies reviennent pour la première fois à Bramall Lane pour le match retour, le 21 février 2004, qu'ils remportent 2-1. L'ambiance dans les tribunes est particulièrement hostile entre les supporters des deux clubs et ceux de Sheffield s'en prennent tout particulièrement à Andy Johnson. L'animosité qui oppose Warnock et Megson persiste après le départ du second pour Nottingham Forest, en 2005. Warnock aurait déclaré : « Je ne lui serrerai pas la main avant un million d'années. Je ne daignerais même pas lui pisser dessus s'il prenait feu ».
Dans un entretien de 2020, Patrick Suffo explique son coup de boule comme une réaction instinctive alors qu'il était venu défendre son camarade Georges Santos, entouré de joueurs de West Bromwich Albion à la suite de son tacle. Il décrit le match comme l'un des moments les plus mémorables de sa carrière, avec sa victoire aux Jeux olympiques de 2000 et sa participation à la Coupe du monde de 2002 avec l'équipe nationale du Cameroun. Il regrette néanmoins que l'incident l'ait contraint à quitter Sheffield United alors qu'il commençait à se sentir chez lui au club. La même année, son ancien coéquipier Michael Brown exprime ses regrets d'avoir été impliqué dans la bataille de Bramall Lane, tandis que Keith Curle décrit ce match comme « surréaliste » et « grotesque ». L'attaquant de West Bromwich Albion Bob Taylor estime qu'il s'agit d'un moment inoubliable pour tous les participants et les spectateurs présents ce jour-là.